# Лопес, Унаи
Уна́и Ло́пес Кабре́ра (исп. Unai López Cabrera; 30 октября 1995, Рентерия) — испанский футболист, полузащитник клуба «Райо Вальекано».

## Клубная карьера
Унаи начинал свою карьеру в «Антигуоко» и «Реал Сосьедаде», а в 2011 году стал футболистом «Атлетика». Сезон 2011/12 он провёл в юношеском чемпионате, а затем стал выступать во взрослых лигах, вначале за третью, а потом и за вторую команды клуба. В сезоне 2014/15 Унаи был переведён в первую команду и дебютировал за неё 30 августа 2014 года в матча против «Леванте».

## Карьера в сборной
Унаи без особого успеха выступал за юношеские испанские сборные, а сейчас он является членом молодёжной сборной страны.